# Nhà thi đấu Goyang
Nhà thi đấu Goyang (tiếng Hàn: 고양체육관, tiếng Anh: Goyang Gymnasium, hay còn được biết đến với tên gọi Goyang Indoor Stadium), là một nhà thi đấu thể thao ở Hàn Quốc. Nhà thi đấu này thuộc khu liên hợp thể thao Goyang Sports Complex, tọa lạc tai Goyang, Hàn Quốc. Sức chứa tối đa là 6.216 cho một trận đấu bóng rổ. Đây là sân nhà của đội bóng rổ Goyang Orion Orions thuộc giải bóng rổ nhà nghề Hàn Quốc Korean Basketball League. Nhà thi đấu này cũng là nơi tổ chức môn đấu kiếm của Đại hội Thể thao châu Á 2014.